# Сант'Ана (Анкона)
Сант'Ана (итал. Sant'Anna) насеље је у Италији у округу Анкона, региону Марке.
Према процени из 2011. у насељу је живело 169 становника. Насеље се налази на надморској висини од 216 м.